# Heilig Hartkerk (Moeskroen)

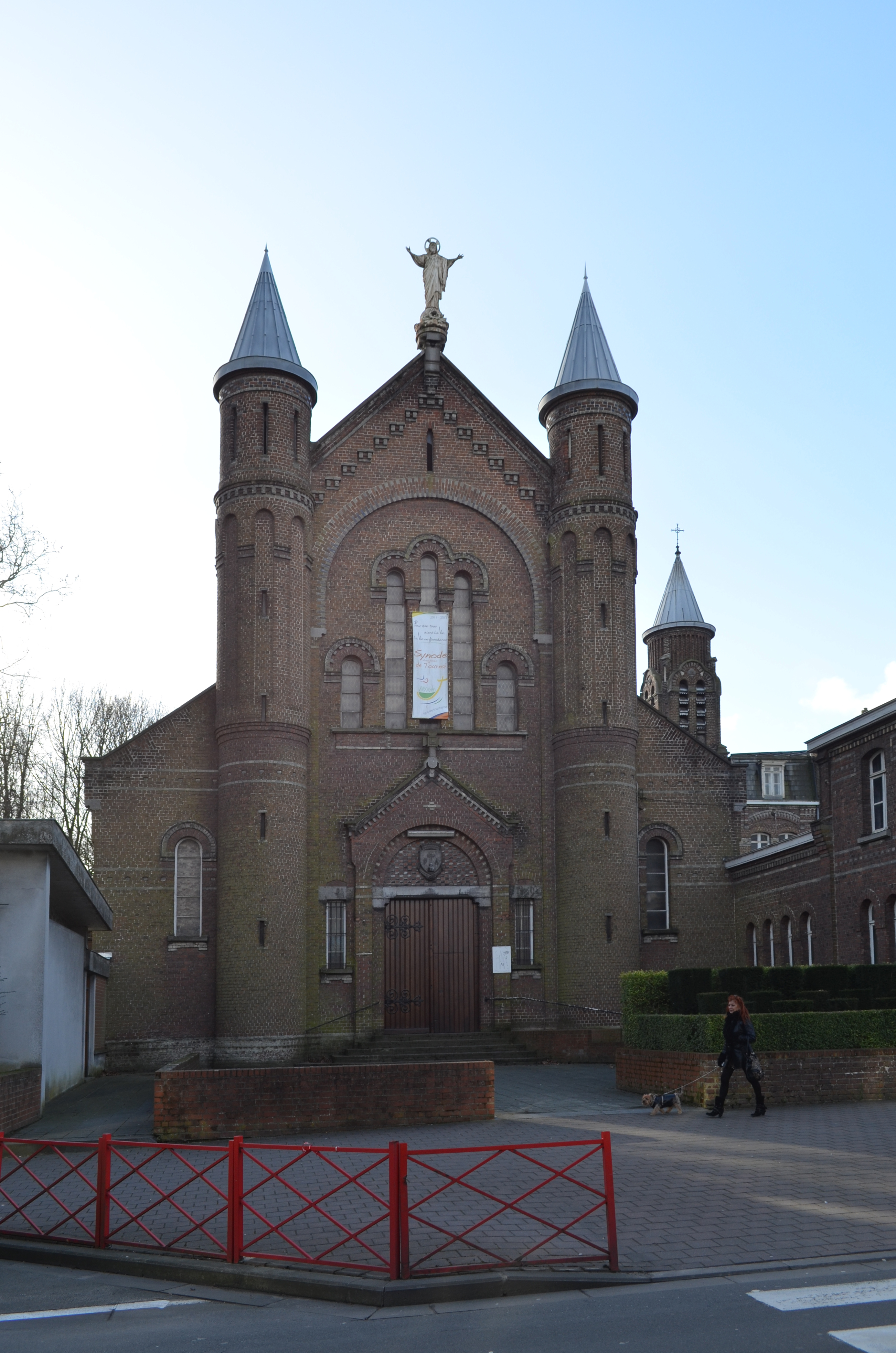
Heilig Hartkerk

De Heilig Hartkerk (Frans: Église du Sacré-Coeur) is een kerkgebouw in de Henegouwse stad Moeskroen, gelegen aan Stationsstaat in de Stationswijk.

## Geschiedenis
In 1887 vestigden de paters Barnabieten zich in Moeskroen. Dezen vestigden er een klooster met een kapel, gewijd aan het Heilig Hart. Ook kwam er een noviciaat en een poortgebouw. In 1901 woedde er een brand, vooral in het noviciaat, waarna herbouw volgde. De kloosterkapel werd in 1961 verheven tot parochiekerk.

## Gebouw

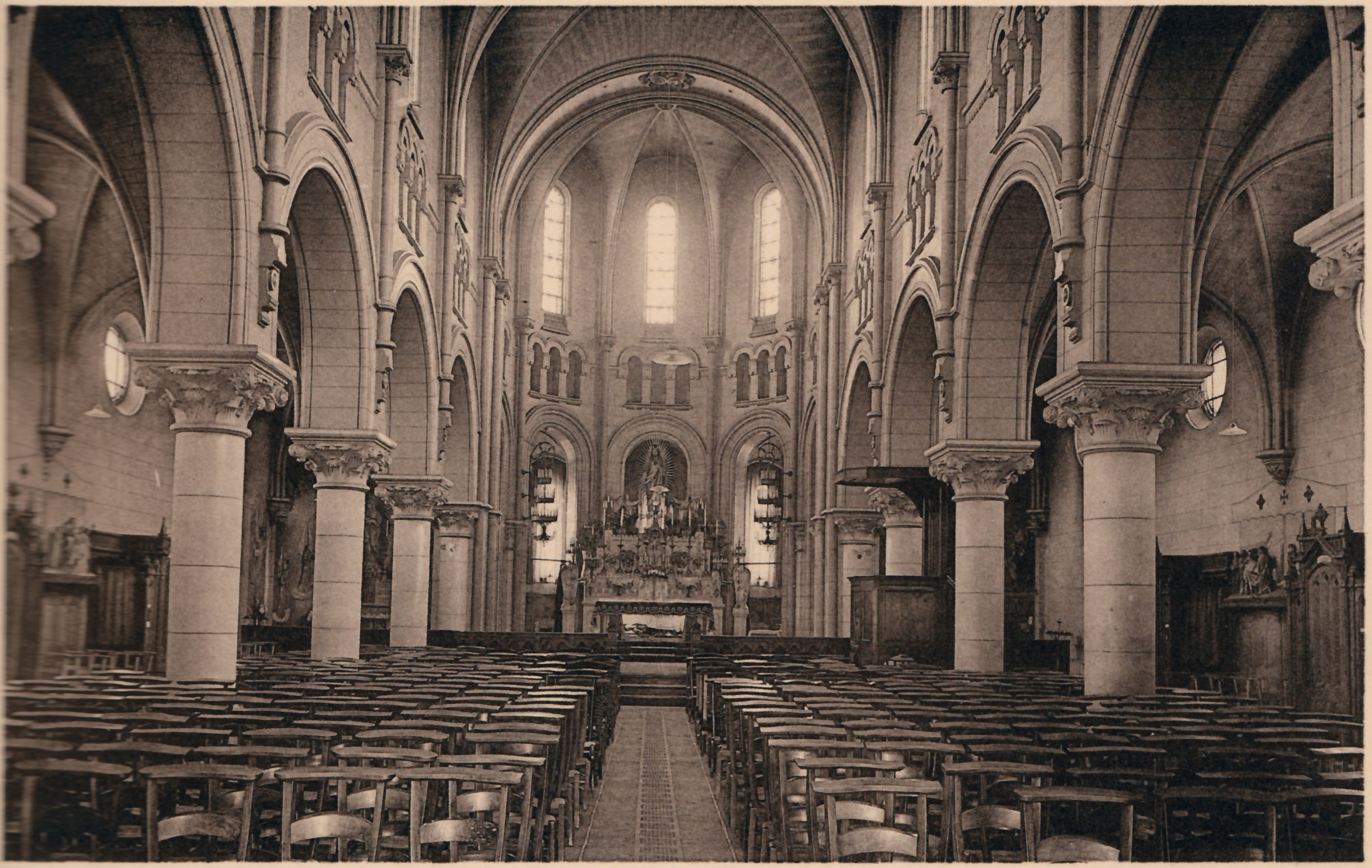
Binnenzicht van de kerk in 1937.

De stijl van het complex is eclectisch, maar neobyzantijnse elementen zijn aanwezig bij de Heilig Hartkerk. Het interieur bevat daarnaast ook neogotische stijlelementen.
De voorgevel wordt geflankeerd door twee ronde hoektorentjes. Het kloostercomplex wordt van de straat afgescheiden door een muur, maar is toegankelijk via een lindendreef. Het klooster is verbouwd tot een school en kantoren. Het kloostercomplex omvat ook een klokkentoren op vierkante plattegrond.